# Oružane snage Gambije
Oružane snage Gambije sastoje se od kopnene vojske, mornarice, zrakoplovstva, vojne policije i nacionalne garde. Broje oko 2.500 aktivnih vojnika i časnika, iako neki izvori govore o brojci od samo 800, 1.900 pa sve do 5.000 ljudi. Godine 2006. vojna potrošnja iznosila im je oko 1.650.000 američkih dolara, što je oko 0,5 posto tadašnjeg državnog BDP-a. Služenje vojnog roka odvija se na doborvoljnoj bazi, a uvjet je da osoba ima navršenih 18 godina. Glavni vojni stožer nalazi se u glavnom gradu Banjulu.

## Povijest
Oružane snage Gambije nastajale su zajedno s nacionalnom neovisnošću od strane vladavine britanske krune. Kroz svoj povijesni razvoj, gambijska vojska više je puta dobivala razne vrste pomoći i vojnu suradnju od različitih zemalja: SAD-a, Narodne Republike Kine, Turske, Pakistana, Ukrajine, Tajvana, Libije te Nigerije. Posljednji značajniji utjecaj drugih država bilježi se nakon državnog udara 1994. godine. Zanimljivo je napomenuti da iako male i nestabilne, gambijske vojne snage tijekom 1990-ih sudjeluju u mirovnoj misiji u Liberiji. Od 2011. godine mirovni angažman je ostvaren i u Sudanu i Obali Bjelokosti.

## Oprema

### Kopnena vojska
Kopnena vojska broji oko 1.600 pripadnika i sastoji se od 2 pješačka bataljuna, inženjerije i logistike, obavještajnog odjela te jedinice za zaštitu predsjednika republike. Također, dodatno postoje i vojna policija te nacionalna garda. Aktualno stanje opreme:
- Borbena oklopna vozila
  - Daimler Ferret (8 vozila), zemlja porijekla Velika Britanija

- Protutenkovsko naoružanje
  - RPG-7V (količina nepoznata)

- Pješačko naoružanje
  - AK-47, razne varijante (količina nepoznata) 
  - FN-MAG (količina nepoznata), zemlja porijekla Belgija
  - FN-FAL50-00 (količina nepoznata), zemlja porijekla Belgija
  - Sterling MK-4 (količina nepoznata), zemlja porijekla Velika Britanija

### Zrakoplovstvo
Zračne snage Gambije posjeduju samo jedan borbeni zrakoplov. Svoje vojne pilote obučavaju u inozemstvu. Aktualno stanje letjelica:
| Letjelica                | Vrsta                                                | Država porijekla       | U službi    |
| ------------------------ | ---------------------------------------------------- | ---------------------- | ----------- |
| Suhoj Su-25              | borbeni zrakoplov                                    | SSSR                   | 1 letjelica |
| Air Tractor AT-802       | poljoprivredni zrakoplov/zrakoplov za gašenje požara | SAD                    | 2 letjelice |
| Iljušin Il-62            | transportni zrakoplov                                | SSSR                   | 1 letjelica |
| Britten Norman Islander  | laki transportni zrakoplov                           | Ujedinjeno Kraljevstvo | 1 letjelica |
| Short Skyvan             | laki transportni zrakoplov                           | Ujedinjeno Kraljevstvo | 1 letjelica |
| Aérospatiale SA 330 Puma | transportni/logistički helikopter                    | Francuska              | 2 letjelice |

### Mornarica
Ratna mornarica Gambija najmanja je grana oružanih snaga. Čini je 250 pripadnika, čine je 4 ophodna vojna broda klase Dvora (izraelska proizvodnja), 2 lebdjelice te nekoliko manjih plovila. 